# Robert Wittek

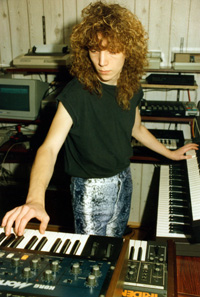
Robert Wittek 1990

Robert Wittek (* 1967 in Wien, Österreich) ist ein österreichischer Komponist und Musiker im Genre der elektronischen Musik.

## Biographie
Der Künstler begann seine Karriere 1984 in der Band seines Bruders Richard Wittek „War of dreams“. 1985 erschien die erste Single „golden heroes“. Es folgten Live-Auftritte und Wettbewerbe. Nicht allzu lange nach den Aufnahmen zu „Michelle“ 1986 kam es zur Auflösung der Band. Robert Wittek entschloss sich zu einer Soloproduktion. 1991 veröffentlichte er seine erste CD „Neue Welten“, die heute als vergriffen gilt.
Bis heute wurden zehn CDs unter dem Namen Wittek veröffentlicht. Neben Filmmusik-Projekten produzierte Wittek mit Alexander Guelfenburg (Hybrid Machine) 2001 „Entrance“, die unter dem Pseudonym „Danger in Dream“ (eine Hommage auf den Bandnamen Tangerine Dream) erschien.

## Vienna Synthetic Art Studio
Als typisches 80er „Homerecording-Studio“ begonnen, wächst die Sammlung an Synthesizern beachtlich. Im Mai 2007 standen 119 Synthesizer sowie diverse Sampler, Drummodule und Effektgeräte im VSA zur kreativen Arbeit zur Verfügung. Es gilt als Kompetenzzentrum in Sachen Synthesizer. Als Herausgeber des Webprojektes synthesizer.at stellt Robert Wittek regelmäßig Reports und Workshops über Instrumente und Manuels online.

## Diskographie
- 1991 Neue Welten
- 1993 Horizont
- 1994 Panorama
- 1996 Millennium
- 1998 Dejavu I
- 1998 Dejavu II
- 1999 Emotions 1999
- 1999 Wittek Live
- 2000 different 9
- 2001 Entrance (Projekt „Danger in Dream“)
- 2006 X
- 2008 Sphere Eleven
- 2019 Iconic (Projekt „Danger in Dream“)